# كونور أوتول
كونور أوتول (بالإنجليزية: Connor O'Toole) هو لاعب كرة قدم أسترالي في مركز الدفاع، ولد في 4 يوليو 1997 في سيدني في أستراليا. لعب مع نادي بريزبان رور.

## وصلات خارجية
- كونور أوتول على موقع قاعدة بيانات كرة القدم.إي يو (الإنجليزية)
- كونور أوتول على موقع Soccerway.com (الإنجليزية)
- كونور أوتول على موقع عالم كرة القدم.نت (الإنجليزية)